# Ян Врба
Ян Врба (чеськ. Jan Vrba, 28 січня 1982, Яблонець-над-Нисою) — чеський бобслеїст, пілот боба, виступає за збірну Чехії з 2004 року. Двічі брав участь у зимових Олімпійських іграх в 2010 та 2014 роках. На зимовій Олімпіаді в Ванкувері його четвірка фінішувала шістнадцятою, в Сочі його двійка фінішувала двадцять четвертою, а четвірка — шістнадцятою.